# 天烽亞太有限公司
天烽亞太有限公司（英語：2the Max）是一家香港的消費電子產品公司，辦公室位於香港九龍灣。公司成立於1984年，前身為捷亞數碼科技有限公司（英語：JDR Digital Technologies Limited）。現時主要銷售外置充電器、電源供應器、電源插座等，其餘產品有主機板、顯示卡、機殼、外圍設備和閉路電視。

## 產品
旗下電源供應器、外置充電器、電源插座品牌：牛魔王（英語：MaxPower）和 勁量牛（英語：Maxtron）。 

## 奖项
该公司因其良好的会计管理被 ACCA Hong Kong 授予奖项，并在 2006 年获得国际青年商会和香港品牌发展委员会颁发的 Innobrand 奖  。 其计算机产品和服务还获得了香港质量保证协会 ISO9001：2000 和香港工业总会 Q-Mark 质量服务的认可。

## 外部連結
- （繁體中文）2the Max（页面存档备份，存于）